# Gustav Machatý
Gustav Machatý (9. května 1901 Praha-Holešovice – 14. prosince 1963 Mnichov, Bavorsko, SRN) byl český filmový herec, scenárista, režisér a filmový pedagog.

## Stručný životopis
Narodil se v rodině obchodního cestujícího Ottokara Machatého (* 1872) a jeho manželky Johany, rozené Gutmanové (1875–1942). Podle dochovaných policejních přihlášek byl jejich jediné dítě.
U filmu začínal už v době konce první světové války. Přerušil studia na střední škole a pracoval jako filmový rekvizitář. V roce 1918 působil ve vlastní filmové společnosti jako herec, asistent režie, výtvarník a scenárista. Z té doby také pochází jím režírovaný první film Teddy by kouřil, který se do dnešních dob nedochoval. V letech 1920 až 1924 pobýval v USA na studijním pobytu u amerických filmařů. Po návratu do vlasti opakovaně debutoval němým filmem Kreutzerova sonáta z roku 1926, v roce 1928 následoval legendární snímek Erotikon, který se jako vůbec první snímek v našich filmových dějinách systematicky zaměřil na erotiku a lidský sexuální pud. V roce 1931 natočil svůj první zvukový film Ze soboty na neděli, což bylo dílo inspirované literární předlohou od Vítězslava Nezvala. V roce 1932 natočil další film Načeradec král kibiců, který ale nebyl příliš úspěšný. Následoval druhý legendární film Extase, jenž tematicky vycházel z prvního filmu Erotikon. Právě tento film způsobil světovou senzaci a na II. filmovém festivalu v Benátkách sklidil úspěch. Tento film byl na tehdejší společenské poměry značně odvážný a svým způsobem i pobuřující, neboť rakouská herečka Hedy Kieslerová (pozdější americká filmová hvězda Hedy Lamarr) v některých scénách tohoto filmu vystupovala nahá. Sám režisér filmu byl považován za rozporuplnou bytost se značně nestálou a dosti nevyrovnanou povahou, která se promítala jak do jeho režijní práce tak i do jeho osobního života. V roce 1936 odešel do ciziny a střídavě pobýval v Americe, v Itálii v Rakousku, v Československu přestal natáčet zcela. V zahraničí dál natáčel filmy, z nichž patrně nejlepší a nejznámější je film Žárlivost z roku 1945.
Po druhé světové válce se natrvalo usídlil ve Spolkové republice Německo, kde působil jako učitel na filmové škole. Přes všechny umělecké kontroverze a faktické rozpory, které se projevily v jeho filmové tvorbě i v osobním životě, se jedná o průkopnickou osobnost v dějinách nejen českého ale i světového filmu.

### Rodinný život
Byl dvakrát ženat, jeho manželkami byly herečky Maria Ray (1904–1951) a Elga Machaty (Helga Marlo).

## Filmografie
- 1919 – Teddy by kouřil
- 1926 – Kreutzerova sonáta
- 1927 – Švejk v civilu
- 1929 – Erotikon
- 1931 – Ze soboty na neděli
- 1932 – Extase
- 1932 – Načeradec král kibiců
- 1934 – Nocturno
- 1936 – Baletky
- 1937 – Born Reckless
- 1937 – Dobrá země
- 1937 – Hraběnka Walewská
- 1937 – Madame X
- 1938 – Nesprávná cesta
- 1939 – Mimo zákon
- 1945 – Žárlivost
- 1955 – Hledané dítě 312
- 1955 – Stalo se 20. července